# NEWSα
NEWSα（ニュースアルファ）は、テレビ大阪で2016年4月1日（金曜日）まで、毎日のプライムタイムに放送されていた関西ローカルのスポットニュースである。

## 放送内容
在阪の民放テレビ局では唯一、毎日のプライムタイムに定時の単独番組として編成していたローカルニュース。テレビ大阪のアナウンサー1名が、シフト勤務で交互に出演していた。
テレビ大阪では、大阪府内全域をサービスエリアに設定しているにもかかわらず、京阪神都市圏の大多数、奈良市、和歌山市とその周辺地域でも直接受信による番組の視聴が可能。近畿地方全体でも、滋賀県・和歌山県の全域を除けば、直接受信が不可能な地域でもケーブルテレビ経由で番組を視聴できる状況にある。当番組では、このような状況を背景に、ローカルニュース1項目と天気予報（またはニュース2項目のみ）で構成。大阪府内のみならず、周辺府県のニュースも随時伝えていた。また、放送期間中には、タイトルロゴやオープニング・エンディング映像のリニューアルを実施していた。
2016年4月1日放送分で終了。翌2日（土曜日）からは、一部曜日の放送枠を変更したうえで、『ニュースリアルPLUS』（平日夕方のローカルニュース番組『ニュースリアルKANSAI』の姉妹番組）が当番組の後を継いでいる。

## 放送時間
- 月曜日 21:54 - 22:00
- 水曜日 22:54 - 23:00
- 木曜日 - 土曜日 20:54 - 21:00
- 日曜日 21:48 - 21:54

## 関連番組
- ニュースブレイク
- ニュースリアルKANSAI
- ニュースリアルPLUS（後継番組）